# Paepalanthus lombensis
Paepalanthus lombensis är en gräsväxtart som beskrevs av Silveira. Paepalanthus lombensis ingår i släktet Paepalanthus och familjen Eriocaulaceae. Inga underarter finns listade i Catalogue of Life.